# 柴灣歌連臣角天主教聖十字架墳場

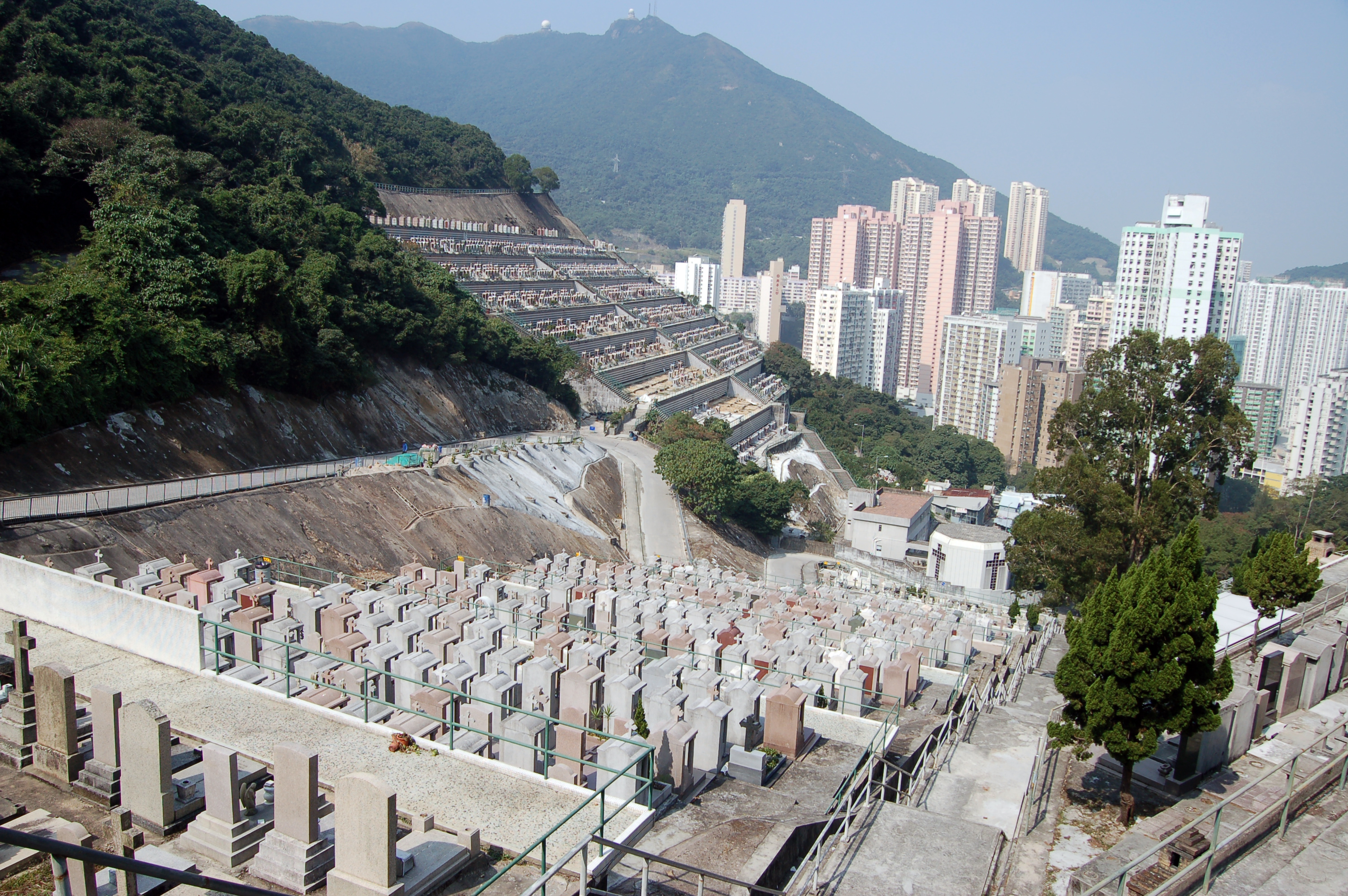
柴灣歌連臣角天主教聖十字架墳場

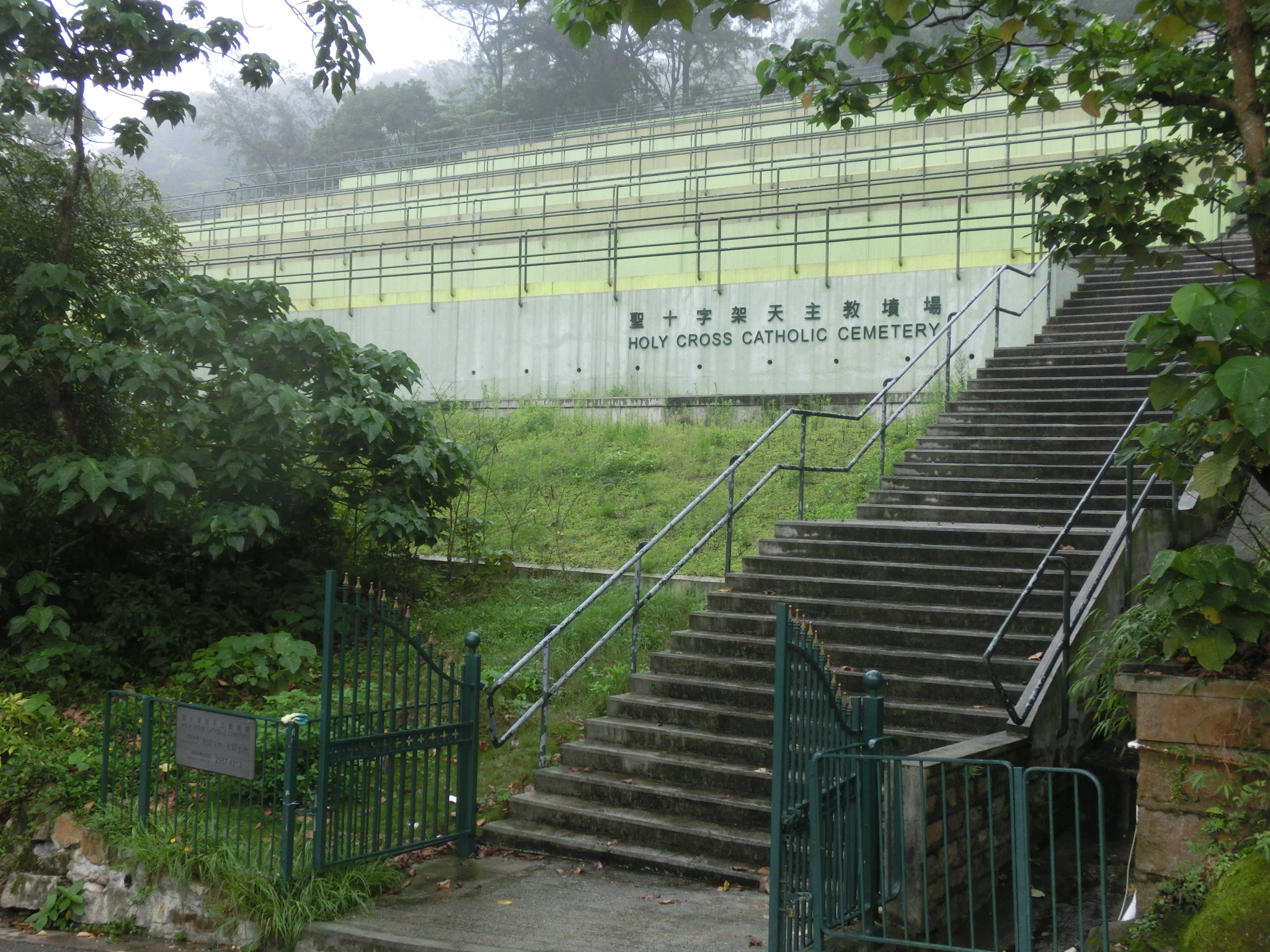
柴灣歌連臣角天主教聖十字架墳場擴建墓段

柴灣歌連臣角天主教聖十字架墳場（英語：Holy Cross Catholic Cemetery Cape Collinson Chai Wan），簡稱柴灣天主教墳場，是天主教香港教區屬下的私營墳場，位於香港柴灣歌連臣角，於1960年落成啟用，由天主教教區墳場委員會監督管理。墳場內有土葬墓地及骨灰龕位，用作安葬逝世的天主教教友及神職人員。

## 交通指南
可參考哥連臣角新廈靈灰安置所#交通指南

## 下葬名人
- 文顯榮神父（Rev. Stephen B. Edmonds，1911年2月27日－2005年10月2日），美國麻省出生，1952年來港，曾任天主教明德學校、柴灣天主教海星小學及進教之佑學校創校校監[2][3][4]
- 林振強（1948年1月21日－2003年11月16日），香港填詞人兼專欄作家、漫畫家、資深廣告人[5]
- 吳偉龍（1936年－1962年4月27日），西營盤第二街石灰倉大火中殉職的署理消防隊長[6][7][8]
- 黃綺文[9][10]（1959年7月25日[11]－1967年8月20日），六七暴動北角清華街爆炸案死者，1967年8月23日下葬[12][13]，1972年8月25日遷葬美國[14]，其後在1972年9月6日安葬於加利福尼亞州科爾馬天主教聖十字架墓園（英语：Holy Cross Cemetery (Colma, California)）[11]
- 黃兆勳[9][10]（1965年10月10日[15]－1967年8月20日），六七暴動北角清華街爆炸案死者，黃綺文弟弟，1967年8月23日下葬[12][13]，1972年8月25日遷葬美國[14]，其後在1972年9月6日安葬於加利福尼亞州科爾馬天主教聖十字架墓園[15]
- 王傍旺（1929年12月18日－1972年10月14日），大丸百貨煤氣爆炸一級火中殉職的香港消防員[16][17][18]
- 黃慧秀（1949年2月21日－1972年10月14日），大丸百貨煤氣爆炸一級火死難者[19][20]
- 王永祥夫人（英语：Mary Wong Wing-cheung），原名石崇傑（Mary Suffiad，1920年10月22日－1973年3月19日），香港社會工作者，前香港立法局非官守議員（英语：Unofficial Member）[21][22][23][24][25]
- 曾　雲（1920年1月26日－1997年3月25日），前香港特別行政區行政長官曾蔭權及前香港警務處處長曾蔭培之父[26]
- 陳蕉琴，OBE，JP（1915年3月11日－2011年2月7日），香港女性企業家和慈善家[27][28]
- 古文昌（1987年12月30日－2012年10月1日），南丫島撞船事故死難者[29]
- 陳敏盈，南丫島撞船事故死難者[29]
- 阮惠熊（1955年－1998年），演員，梁舜燕之子[30]
- 阮秉權，又名阮黎明（1924年4月4日－2012年3月2日），話劇演員，梁舜燕丈夫[31]
- 張發奎（1896年7月25日－1980年3月10日），海南特別行政區行政長官、中華民國陸軍總司令、香港崇正總會會長、中國國民黨中央評議委員會委員，1992年遷葬中國廣東省始興[32][33][34]
- 利功甫，又名利奇（1903年－1975年10月29日），香港商人[35][36][37]
- 李漢樑（1940年5月6日－1982年2月22日），教師，粵劇名伶李寶瑩之弟[38]，曾於柴灣海星小學上午校任教英文科和體育科[39][40]
- 曲本珂（Kyu Ben Kwo，1932年5月23日－1982年5月25日），福克蘭戰爭中陣亡的高雲地利號導彈驅逐艦海員[41][42]
- 陳炳培（1941年4月30日－2007年1月19日），柴灣海星小學上午校前任校長[43]
- 黎愛蓮（1949年－2024年9月1日），著名歌手，於2024年10月5日下葬

## 其他天主教墳場
- 跑馬地天主教聖彌額爾墳場
- 長沙灣天主教聖辣法厄爾墳場
- 長洲天主教墳場
- 西貢天主教墳場

## 鄰近
- 哥連臣角新廈靈灰安置所
- 哥連臣角火葬場
- 香港佛教墳場
- 歌連臣角回教墳場
- 西灣國殤紀念墳場
- 柴灣華人永遠墳場
- 大潭峽
- 大潭郊野公園
- 石澳郊野公園
- 大潭峽懲教所（曾改為勵志更生中心）

## 外部連結
- 天主教香港教區* 柴灣哥連臣角天主教聖十字架墳場管理規定
- （页面存档备份，存于）